# جورج هيربغ
جورج هوارد هربيغ (بالإنجليزية: George Howard Herbig)‏ (2 يناير 1920 – 12 أكتوبر 2013) كان عالم فلك في معهد علم الفلك في جامعة هاواي. عرف باكتشاف أجسام هيربغ هارو.

## مزيد من القراءة
- Reipurth, Bo. GEORGE HERBIG and Early Stellar Evolution. Institute for Astronomy, University of Hawaii, Special Publications No. 1.